# バジャー (アニメーション)
バジャー (Badgers) は、FLASHアニメーションミーム。イギリスアニメータージョンティ・ピッキングによる作品。2003年9月1日に公開された。